# F. Andrieu
Pour les articles homonymes, voir François Andrieu (général) et Andrieu.
F. (probablement François) Andrieu est un compositeur, probablement français, de la fin du XIVe siècle.
Presque rien n'est connu à son propos en dehors du fait qu'en 1377, il composa la musique de la complainte écrite à la gloire de Guillaume de Machaut « maître de toute mélodie », le texte étant du poète Eustache Deschamps. Dans le Codex Chantilly du Musée Condé se trouve également une ballade à quatre voix : Armes amours / O flour des flours.
Bien que le seul lien qui puisse être fait soit simplement celui d'une similitude de style, il a aussi pu être identifié comme « Magister Franciscus», compositeur de deux autres ballades datant approximativement de la même époque et dédiées à Gaston Fébus de Foix :
- De Narcissus, home tres ourgilleus [2] (composée avant 1376)
- Phiton, Phiton, beste tres veneneuse[3].

Sa musique appartient à l'ars nova, style musical né de recherches parfois très abstraites menant à une nouvelle conception du langage et de la théorie musicale. Apparu au début du XIVe siècle, ce style évolua vers un grand raffinement et une complexification, aussi bien de la polyphonie que du rythme (sur ce dernier point, il est spécialement caractérisé par le développement d'un procédé de composition appelé l'isorythmie).